# Manacor
Manacor település Spanyolországban, a Baleár-szigeteken. Manacor Sant Llorenç des Cardassar, Petra, Vilafranca de Bonany és Felanitx községekkel határos. Lakosainak száma 47 777 fő (2024).

## Népesség
A település népessége az elmúlt években az alábbi módon változott:
| Lakosok száma | 31 575 | 35 512 | 37 165 | 40 548 | 40 873 | 40 264 | 40 279 | 43 808 | 44 809 | 47 777 |
|               | 2001   | 2004   | 2006   | 2009   | 2011   | 2014   | 2016   | 2019   | 2021   | 2024   |

## Nevezetességek
- itt született Rafael Nadal spanyol teniszező
- a város híres a gyöngy ékszerek gyártásáról, lásd: Majorica.